# 佐古季暢子
佐古 季暢子（さこ きょうこ、1984年 - ）は、日本のマンドリン演奏家。広島県出身

## 略歴
これまで川口雅行、Caterina Lichtenberg教授、Annika Hinsche、Jeannette Mozos del Campo、Silke Liskoの各氏に師事。日本をはじめドイツ、フランス、韓国など世界各国で演奏活動を実施。マンドリンの表現力と奏法の新たな可能性の探究に注力しており、特に現代音楽の委嘱初演や再演に取り組んでいる。現在はエリザベト音楽大学にて、マンドリン科講師

を務めている。
- 1984年 - 広島県広島市に生まれる。広島女学院中学校 に入学し、マンドリン部にてマンドラを始める。
- 2003年 - エリザベト音楽大学マンドリン専攻第1期生として入学。
- 2009年 - 同大学院修了、渡独。 師 川口雅行氏とのマンドリン二重奏CD「旅立ちの歌」をリリース。
- 2011年 - 一般財団法人広島国際文化財団による中村音楽奨学生に選出。
- 2012年 - マンドリンオリジナル作品のみの独奏コンサートを開催。以後、2年に1度のペースでリサイタルを実施。
- 2013年 - ケルン音楽舞踊大学ヴッパータル校修士課程マンドリン・ソロ科修了。

## 活動・人物
- 国内唯一のマンドリンの専門誌『奏でる!マンドリン』にて世界の新曲紹介記事[2]を担当。
- ドイツ留学時はヒルデン市立音楽学校のマンドリン科講師を務めていた。
- 現在は、母校の広島女学院中学高等学校 ギターマンドリン部のコーチを務めている。なお、同校はギター・マンドリンコンクールの全国大会出場の常連校でもある。
- 日本の音楽大学でマンドリン科を有する大学は、2022年現在 僅か4校しかなく、エリザベト音楽大学は日本で最初にマンドリン科を設立している。
- 一般社団法人日本マンドリン連盟では、中国支部の支部長として活動。
- 広島市の被爆体験伝承者としても活動しており、広島の歴史伝承と文化発展に尽力。犬・猫好き。